# Stuck on a Feeling
«Stuck on a Feeling» —en español: Atascado en un sentimiento— es una canción interpretada por el cantante estadounidense Prince Royce, con el rapero estadounidense Snoop Dogg. La canción fue lanzada el 24 de noviembre de 2014 como un sencillo de su cuarto álbum de estudio, Double Vision.
Los artistas coescribieron la canción con Sam Martin, Robopop, y Ross Golan, mientras que la producción estuvo a cargo de Jason Evigan. El coro toma una muestra de la canción de 2001 "Dance with Me" por el grupo de R&B 112. Una versión en español de la canción fue lanzada el 10 de febrero de 2015 y cuenta con la participación del rapero colombiano J Balvin.
"Stuck on a Feeling" se ha convertido en el mejor sencillo de Royce en los Estados Unidos, después de haber alcanzó el número 43 en el Billboard Hot 100 y 16 en la tabla de Mainstream Top 40.

## Vídeo musical
El vídeo musical fue lanzado a finales del 10 de diciembre de 2014.

## Posicionamiento en listas
| Listas (2014-2015)                      | Mejor posición |
| --------------------------------------- | -------------- |
| Canadá (Canadian Hot 100)               | 78             |
| Estados Unidos (Billboard Hot 100)      | 43             |
| Estados Unidos (Dance/Mix Show Airplay) | 28             |
| Estados Unidos (Latin Airplay)          | 2              |
| Estados Unidos (Latin Pop Songs)        | 10             |
| Estados Unidos (Mainstream Top 40)      | 16             |
| Estados Unidos (Rhythmic)               | 16             |
| Estados Unidos (Tropical Airplay)       | 28             |